# プレストコーポレーション
株式会社プレストコーポレーション（PRESTO CORPORATION）はオートバイの輸入・卸売を行っていた、日本の企業。
2020年6月に事業を停止し、2022年9月22日に法人格が消滅した。

## 概要
日本国外向けに輸出されたヤマハ発動機のオートバイを輸入し、各販売店に卸していたヤマハモデル専門の輸入業者である。主に、自主規制などの理由や、多くの販売台数が見込めず国内での正規販売が行われていないヤマハのオートバイを輸入販売していた。
ヤマハ発動機との資本関係はなく、取扱い商品の保証はプレストコーポレーション独自で行っていた。
国による規制の統一が進み、国内向けと国外向けの仕様差が少なくなったことを受け、「役割を終えた」として2020年6月をもって事業を終了した。